# 二营站
二营站位于中华人民共和国宁夏回族自治区固原市原州区二营村，建于1995年，是宝中铁路上的一个铁路车站，现办理客运业务，不办理货运业务，车站及其上下行区间均已电气化。车站距离宝鸡站314公里，隶属中国铁路兰州局集团，是五等站。